# Witold Wójcik
Witold Wójcik, pseudonim Vito (ur. 1943 w Lublinie) – polski artysta i konserwator malarstwa. Pochodzi z rodziny pieczętującej się herbem Pobóg.

## Życiorys
Studiował na Akademii Sztuk Pięknych we Wrocławiu, gdzie otrzymał dyplom magisterski z malarstwa w 1969. Od 1989 w Los Angeles, obecnie mieszka i tworzy we Wrocławiu i w Hollywood w USA.
W końcu lat 60. uznany za jednego z prekursorów nurtu pop-art w Polsce. Na początku lat 70. współtworzył grupę artystyczną „Ciągle Młodzi Entuzjaści Niedojrzałych Cytryn” we Wrocławiu. W latach 70. i 80. pracował jako konserwator i restaurator Panoramy Racławickiej. Uprawia też plakat i scenografię. Należy do grup artystycznych: „Krak” w Kalifornii oraz „Emocjonaliści” w Nowym Jorku.
Jego syn Igor Wójcik jest polskim artystą i działaczem samorządowym mieszkającym i tworzącym we Wrocławiu.

## Wystawy indywidualne w ostatnich latach
- Tamara Gallery, Los Olivos, Kalifornia, 1997
- Gallery 825, Los Angeles, 1998
- Society For Arts, Chicago, 2002
- Amber Gallery, Nowy Jork 2003
- SoHo, 450 Broadway Gallery, Nowy Jork, 2003
- Galeria Chodorowicz, Wrocław, 2004

## Wystawy zbiorowe w ostatnich latach
- Modern Art Gallery, Los Angeles, 1998
- Polam Art Exhibition, Los Angeles, 1998
- Polish American Artists Exhibition, Modern Art Gallery, Los Angeles, 1998
- Polam Federal Credit Union Exhibition, Los Angeles, 2000
- Bach Street Galleries, Los Angeles,
- Toporowicz Gallery, Santa Ana, 2001
- Confrontation, Modern Art Gallery, Los Angeles, 2003
- Hellada Gallery, Long Beach, 2003
- Arden 2 Gallery, Costa Mesa, 2003
- 7th Festival Cultural de Mayo, Guadalajara, Meksyk, 2004
- Universidad Autonomo Metropolitana, Meksyk, Meksyk, 2004
- 23emme Salon De Automne International, Lueville, Francja, 2004
- Kurier Plus Gallery, Manhattan, Nowy Jork, 2007
- Emart Gallery, Ridgewood, 2007
- Amber Gallery, Waszyngton, 2007
- Art & Emotions, Nowy Jork, 2007
- New Britain Edition, Connecticut, 2007
- The Emotionalists, Middeltown, Nowy Jork, 2007
- Century Artists Gallery, Chelsea, Nowy Jork, 2007
- „Bruk. Natura. Emocje”. Wystawa międzynarodowej grupy Emocjonaliści, Muzeum im. K. Pułaskiego, Warka, 2008